# Schliersee
Schliersee és un municipi del districte de Miesbach, a l'estat federal alemany de Baviera. Pren el seu nom del proper llac Schliersee.
Entre els punts d'interès de Schliersee, un centre de salut climàtica, hi ha l'església de Sant Sixte, amb un grup de la Santíssima Trinitat d'Erasmus Grasser i frescos de paret i sostre de Johann Baptist Zimmermann.
L'excel·lent qualitat de l'aigua del Schliersee es deu principalment a la construcció d'un sistema de purificació d'aigües residuals de la zona que envolta el llac, que compta amb el suport de l'estat de Baviera amb grans subsidis i préstecs de baix interès.

## Ciutats agermanades
Schliersee està agermanat amb el municipi italià de Barberino Val d'Elsa, a la Toscana.